# Conocybe
Conocybe é um género de fungos que engloba mais de 243 espécies, incluindo como mais famosa a Conocybe tenera.
A maioria tem um talo delgado e frágil, apresentando uma estrutura delicada. Crescem em pradarias sobre musgo e ervas mortas, dunas de areia, madeira em decomposição e excrementos de animais. As espécies de Conocybe preferem geralmente solos férteis em relvados e pastagens e encontram-se distribuídas por todo o mundo. As que têm um véu parcial bem desenvolvido são classificadas no subgénero Pholiotina. É fácil confundir espécies de Conocybe com as de Galerina; as espécies de Conocybe podem ser distinguidas microscopicamente pela sua cutícula celular do chapéu, a qual é filamentosa em Galerina. Podem também ser confundidas com espécies de Bolbitius.
Sabe-se que quatro espécies de Conocybe que contêm psilocina e psilocibina são Conocybe kuehneriana, Conocybe siligineoides, Conocybe cyanopus, e Conocybe smithii. O Conocybe siligineoides era usado com fins xamânísticos pelos mazatecas de Oaxaca.
Conocybe filaris é um cogumelo comum em relvados que contém as mesmas toxinas mortais que Amanita phalloides.
A origem do nome Conocybe vem dos termos gregos termos gregos cono, cone e cybe, cabeça.

## Espécies seleccionadas
- Conocybe albipes (muito comum)
- Conocybe cyanopus (psicoactivo)
- Conocybe elegens
- Conocybe filaris (mortal)
- Conocybe kuehneriana (psicoactivo)
- Conocybe reticulata
- Conocybe rickenii
- Conocybe siligineoides (psicoactivo)
- Conocybe smithii (psicoactivo)
- Conocybe tenera (espécie-tipo)